# Metalimnobia (Metalimnobia) rectangularis
Metalimnobia (Metalimnobia) rectangularis is een tweevleugelige uit de familie steltmuggen (Limoniidae). De soort komt voor in het Palearctisch gebied.